# Craspedia uniflora
Craspedia uniflora là một loài thực vật có hoa trong họ Cúc. Loài này được G.Forst. mô tả khoa học đầu tiên năm 1786.